# Syrphoctonus nigritarsus
Syrphoctonus nigritarsus är en stekelart som först beskrevs av Johann Ludwig Christian Gravenhorst 1829.  Syrphoctonus nigritarsus ingår i släktet Syrphoctonus och familjen brokparasitsteklar. Arten är reproducerande i Sverige.

## Underarter
Arten delas in i följande underarter:
- S. n. fuscitarsus
- S. n. groenlandicus